# Parafia św. Jakuba w Krakowcu
Parafia św. Jakuba w Krakowcu − parafia rzymskokatolicka znajdująca się w archidiecezji lwowskiej w dekanacie Gródek.

## Historia
Krakowiec był wzmiankowany już w 1423 roku, jako wieś ofiarowana rodzinie Fredrów. W 1425 roku wieś otrzymała prawa miejskie. 
W 1785 roku zbudowano obecny murowany kościół, z fundacji Ignacego Cetnara. W 1854 roku kościół konsekrowano. Parafia należała do dekanatu jaworowskiego w diecezji przemyskiej.
W 1938 roku do parafii należały: Krakowiec, Budzyń, Gnojnice, Czaplaki, Huki, Kochanówka, Lubienie, Młyny, Morańce, Przedbórze, Broszki, Ruda Krakowiecka, Ruda Kochanowska, Pyszówka, Świdnica, Wola Gnojnicka, Wólka Rosnowska. Na terenie parafii było 3308 wiernych, 11 580 grekokatolików, 910 Żydów.
12 września 1939 roku podczas działań wojennych kościół został uszkodzony. W 1944 roku tereny te zostały włączone do ZSRR, a później w kościele władze sowieckie urządziły fabrykę. W 2000 roku kościół został odzyskany. W 2018 roku rozpoczęto remont kościoła, przy wsparciu funduszy z Polski.
Proboszczowie parafii:
ks. Bartłomiej Lisiewicz.
ks. Tadeusz Piątkowski.
?–1857. ks. Alojzy Kruszelniski.
1857. ks. Tomasz Szczerbiński (administrator).
1857–1873. ks. Karol Dolinger.
1874–1881. ks. Alfons Koreywo.
1881–1934. ks. Jan Szczepek.
1934–1944. ks. Adolf Łabno.